# Concussion (2015)
Concussion (No Brasil, "Um Homem entre Gigantes") é um filme estadunidense biográfico de 2015, escrito e dirigido por Peter Landesman, baseado no romance de 2009 Game Brain de Jeanne Marie Laskas, estrelado por Will Smith com Dr. Bennet Omalu, um patologista nigeriano que lutou contra a National Football League, que buscava refutar suas pesquisas sobre danos cerebrais sofridos pelos jogadores profissionais de futebol americano (Encefalopatia traumática crônica).
O filme também é estrelado por Alec Baldwin, Gugu Mbatha-Raw, e Albert Brooks. Columbia Pictures lançou o filme nos EUA em 25 de dezembro de 2015.

## Enredo
Em 2002, o center aposentado dos Pittsburgh Steelers, Mike Webster, é encontrado morto na carroceria de sua pickup. Bennet Omalu, um patologista forense do IML do Condado de Allegheny (Pensilvânia), faz a autópsia do corpo, e descobre que a vítima possuía dano cerebral grave. Ele conclui que a morte de Webster foi resultado dos efeitos de repetidos traumas na cabeça — um distúrbio a que ele dá o nome de Encefalopatia traumática crônica (ETC). Com o auxílio do antigo médico dos Steelers Julian Bailes, o colega neurologista Steven T. DeKosky e o legista Cyril Wecht, Omalu publica um artigo com seus achados, que é inicialmente descartado pela NFL.
Ao longo dos próximos anos, Omalu descobre que outros três ex-jogadores da NFL falecidos, Terry Long, Justin Strzelczyk e Andre Waters, tinha sintomas muito semelhantes aos de Webster. Ele finalmente convence o recém-nomeado comissário da NFL Roger Goodell para apresentar as suas conclusões perante uma comissão sobre a segurança do jogador. No entanto, a NFL não leva Omalu a sério; eles nem sequer lhe permitem estar no espaço para a apresentação, forçando Bailes a fazê-lo.
Omalu é submetido a uma pressão considerável a recuar a partir de seus esforços. Wecht é submetido a uma perseguição politicamente motivada por acusações de corrupção, e sua esposa, Prema, perde seu bebê depois de ser perseguida. Eles são forçados a deixar a sua casa dos sonhos em Pittsburgh e passar para Lodi (Califórnia), onde Omalu aceita um emprego com o escritório do legista do Condado de San Joaquin (Califórnia). No entanto, ele é justificada quando o ex-presidente da NFLPA Dave Duerson comete suicídio devido a crescentes problemas cognitivos; em sua nota de suicídio, Duerson admite que Omalu estava certo. Omalu é permitido para tratar em uma conferência da NFLPA sobre concussões e ETC. Em meio à crescente discussão do Congresso, a NFL é forçada a levar o assunto mais a sério.
Oferecem a Omalu um emprego como médico examinador-chefe do District of Columbia, porém ele nega para que possa continuar executando autópsias.

## Elenco
- Will Smith como Dr. Bennet Omalu
- Alec Baldwin como Dr. Julian Bailes
- Albert Brooks como Dr. Cyril Wecht
- Gugu Mbatha-Raw como Prema Mutiso
- David Morse como Mike Webster
- Arliss Howard como Dr. Joseph Maroon
- Mike O'Malley como Daniel Sullivan
- Eddie Marsan como Dr. Steven DeKosky
- Hill Harper como Christopher Jones
- Adewale Akinnuoye-Agbaje como Dave Duerson
- Stephen Moyer como Dr. Ron Hamilton
- Richard T. Jones como Andre Waters
- Paul Reiser como Dr. Elliot Pellman
- Luke Wilson como Roger Goodell
- Sara Lindsey como Gracie
- Matthew Willig como Justin Strzelczyk
- Bitsie Tulloch como Keana Strzelczyk
- Eme Ikwuakor como Amobi Okoye